# Bresso
Bresso (Bress in dialetto milanese, AFI: [ˈbrɛs]) è un comune italiano di 26 549 abitanti della città metropolitana di Milano in Lombardia, totalmente conurbato con il capoluogo e confinante con Milano, Sesto San Giovanni, Cinisello Balsamo, Cormano e Cusano Milanino. Il comune fa parte del territorio del Nord Milano ed è il più densamente popolato della città metropolitana, davanti al capoluogo.

## Geografia fisica

### Territorio

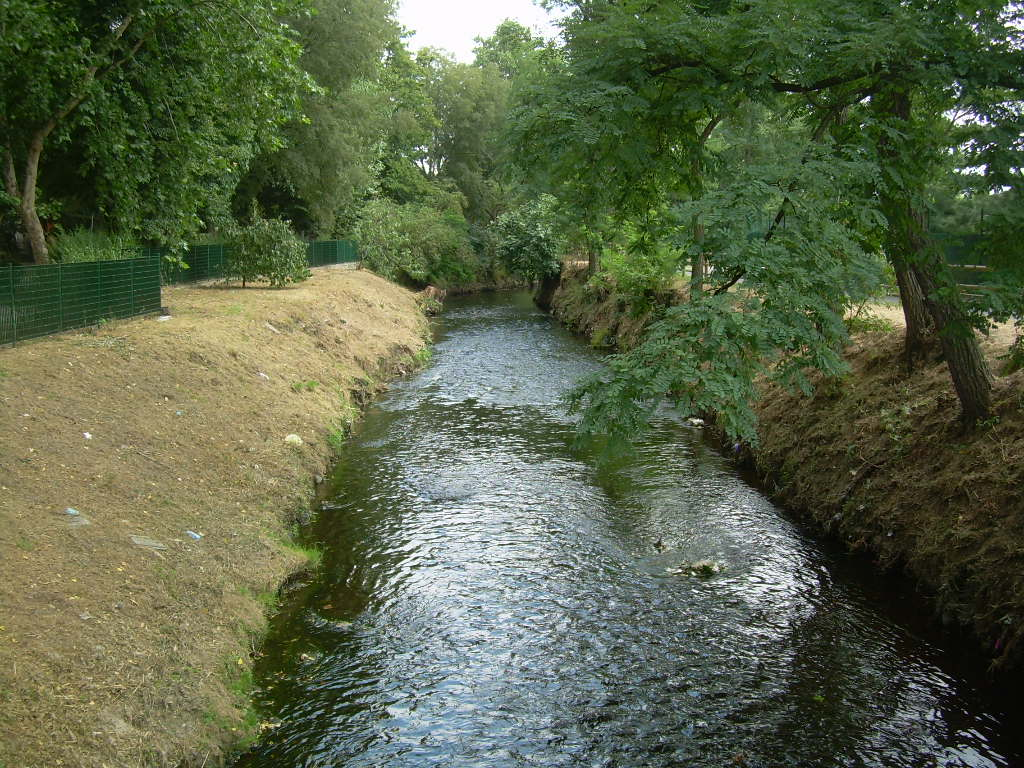
Il Seveso.

Il comune sorge nell'alta Pianura Padana Settentrionale, a 142 m s.l.m. in un'area ai margini meridionali della bassa Brianza, a nord del Naviglio Martesana e compresa fra i fiumi Seveso (l'abitato si affaccia lungo la sponda orientale) e Lambro. Il territorio comunale è per la quasi totalità urbanizzato, ad eccezione della zona est compresa nel Parco Nord Milano nel quale si trova anche l'aeroporto. Facente parte dell'area urbana della Grande Milano, confina con Milano, Sesto San Giovanni, Cinisello Balsamo, Cusano Milanino e Cormano. Dista 8 km dalla piazza del duomo di Milano

### Clima
Il clima di Bresso è di tipo continentale, con inverni generalmente freddi ed estati calde e umide, decisamente afose e poco ventilate. Durante l'estate sono però possibili giornate tiepide e temporalesche (condizioni normalmente legate a peggioramenti da ovest) che attenuano temporaneamente la calura.
Dal punto di vista legislativo il comune di Bresso ricade nella Classificazione climatica E in quanto i Gradi giorno della città sono 2404, dunque il limite massimo consentito per l'accensione dei riscaldamenti è di 14 ore giornaliere dal 15 ottobre al 15 aprile.

## Origini del nome
La dubbia etimologia dalla quale avrebbe dovuto aver origine il nome Bresso (in latino, Brixium) ha portato a delineare tre possibili origini: potrebbe derivare dal celtico brig (ossia colle o piazzaforte), potrebbe esserci un possibile nesso con la regione della Francia orientale Bresse oppure il nome della città potrebbe derivare da un suo antico proprietario terriero di origine germanica, un certo Berizzo. Da Brixium passava la via Mediolanum-Bellasium, che metteva in comunicazione Milano con Bellagio.

## Storia

### Dalle origini al medioevo
Le origini della città risalgono al IV secolo a.C. quando i popoli celtici del nord europa, i Galli Insubri, attraversarono le Alpi e si stabilirono nella Pianura Padana; qui si ebbe il primo nucleo di Bresso che era costituito da un piccolo insediamento umano circondato dalla campagna e bagnato dal vicino fiume Seveso. Dopo la colonizzazione romana avvenuta nel corso del II secolo a.C., nel 49 a.C. nella Brixium romana venne posata la quinta pietra miliare sull'attuale Valassina che cadeva in prossimità dell'attuale chiesa del Pilastrello, rendendo quindi probabile la presenza di una mansio nella zona. Nel 568 d.C. tutta la zona situata al nord del Po viene occupata dai Longobardi e la Brixium dell'età medioevale si presentava come un piccolo assembramento di case di pietra e legno circondate da campi e terreni che appartenevano per lo più ad ordini religiosi.
Nel 1189 Brixium è di proprietà della Basilica di San Giovanni Battista in Monza e pertanto in loco vi erano dei terreni acquisiti e amministrati dalla Chiesa. L'anno seguente muore l'imperatore Federico Barbarossa e Monza e il suo territorio entrano a far parte di Milano e anche Brixium segue il medesimo destino. Nel 1290 Bresso è un villaggio rurale di una certa importanza; Goffredo da Bussero nel suo Liber Notitiae Sanctorum Mediolani, ricostruisce l'inventario delle istituzioni ecclesiastiche nel Milanese e tra queste cita la chiesa di SS. Nazaro e Celso situata a Bresso (in plebe Bruzzano, loco Brixio, ecclesia Sancti Nazari). Nel 1398 alcune chiese del territorio assumono il ruolo di parrocchie con un prete residente e Brixium è una di queste; la presenza di un sacerdote a Bresso è confermata da una pergamena del 1484, il più antico documento conservato nell'archivio parrocchiale, dove viene citato Simone de Gatti, primo parroco bressese di cui si abbia notizia, ed il suo successore Giacomo de Gatti. Il 15 settembre 1470 Galeazzo Maria Sforza emana un editto dove viene deliberato che nelle campagne della zona si debbano piantare filari di gelso, pianta che diventerà importante per l'economia bressese dei secoli successivi e ancora oggi è raffigurata sullo stemma del Comune.

### XVIII secolo
Nel XVIII secolo, Bresso come molti dei territori del milanese era dominato dalle famiglie nobili che vi risiedevano. I casati Patellani, Pallavicino e Del Conte possedevano quasi tre quarti della totalità del territorio. A queste famiglie e a pochi altri enti ecclesiastici spettava il compito di nominare il console, che amministrava la comunità.
Grazie ai documenti del censimento Teresiano sappiamo che Bresso, che faceva parte della pieve di Bruzzano, nel 1750 aveva 618 abitanti.
Per tutto l'arco del Settecento l'economia bressese, come buona parte dell'altopiano asciutto lombardo, era incentrata sulla coltivazione dei cereali. Particolare rilevanza aveva la coltivazione del Gelso che aveva una densità tra le più elevate nello Stato (la densità media statale era di 7 piante per pertica, quella dell'altopiano asciutto, terreno preferibile per la coltivazione del gelso, era di 14 piante per pertica, la densità nella comunità di Bresso era di 28,5 piante per pertica), oltre quattro volte superiore alla media nazionale.

### XIX secolo
Nel 1869 Bresso venne unita ad Affori (assieme a Bruzzano, e Dergano) formando il comune di Affori e uniti, fino all'8 agosto 1894 quando ritornò autonoma. L'unione con Bruzzano era peraltro già stata sperimentata in età napoleonica, dal 1811 al 1816.

### XX secolo

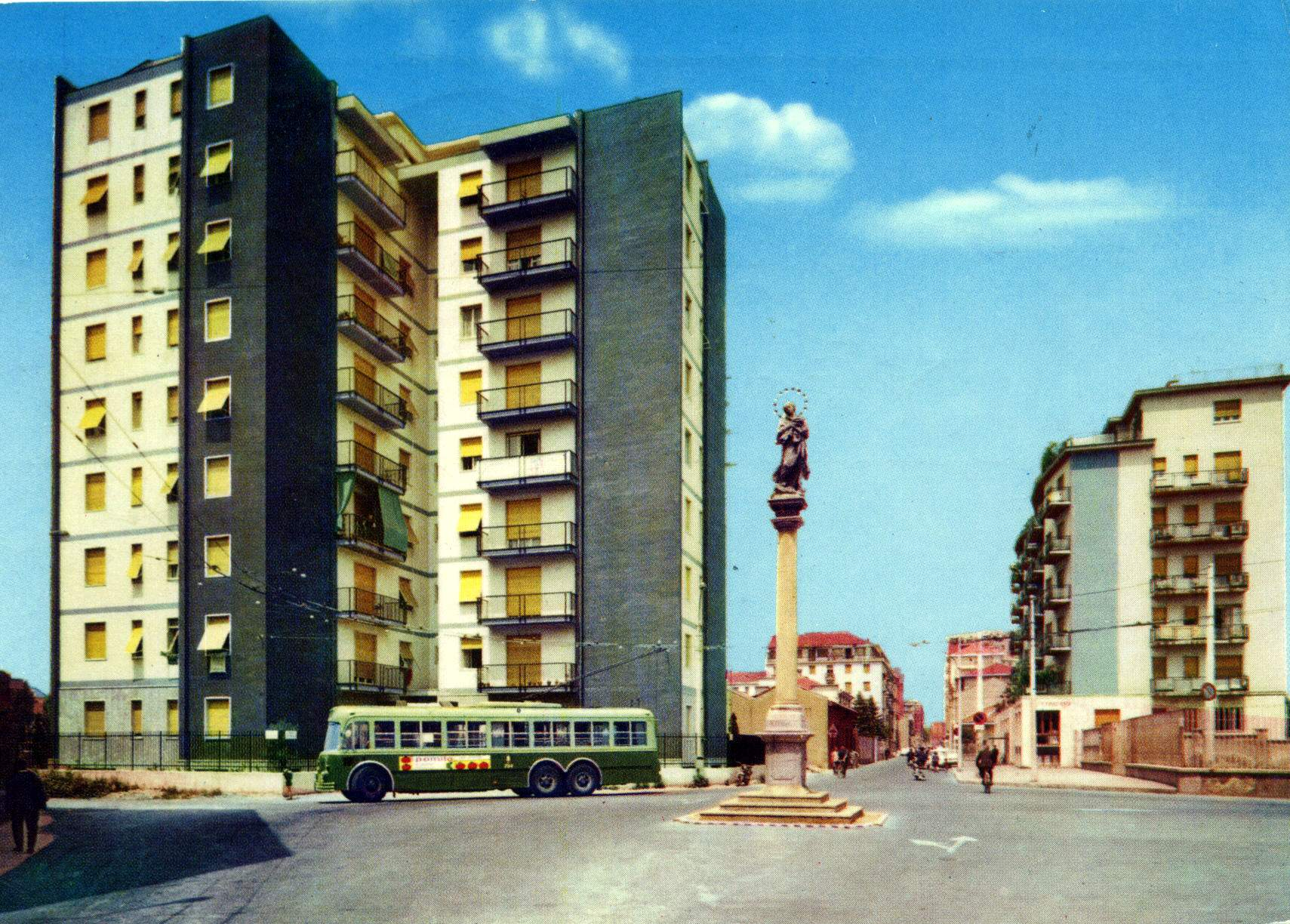
P.za Immacolata a Bresso nei primi anni del dopoguerra.

Durante la seconda guerra mondiale Bresso è meta di vari bombardamenti dovuti principalmente alla presenza in loco dell'aeroporto, allora adibito a pista di collaudo degli aerei militari costruiti dalla V Sezione Aeronautica della Breda. In particolare durante il bombardamento del 30 aprile 1944 si contarono 5 vittime presso il vicino aeroporto.
A metà del XX secolo, Bresso inizia un processo di industrializzazione e subisce un aumento vertiginoso della popolazione per via dell'enorme flusso migratorio che accomuna un po' tutte le città del nord Italia.
In questi anni si insediano importanti medie aziende come Angeletti-Ciucani (poi Alcan ed ora Novelis), Iso Rivolta, Retam, Elettromeccanica Parizzi, Tramontana, G.B.F. Costruzioni Meccaniche, Industrie Grafiche Cino del Duca, Zambon, Lispa-Lancôme e tante altre piccole aziende.
Negli anni ottanta-novanta si ha una controtendenza, finisce la crescita economica e chiudono quasi tutte le aziende insediatesi nei decenni precedenti. Bresso inizia a trasformarsi da città industriale a città del terziario avanzato.

### XXI secolo

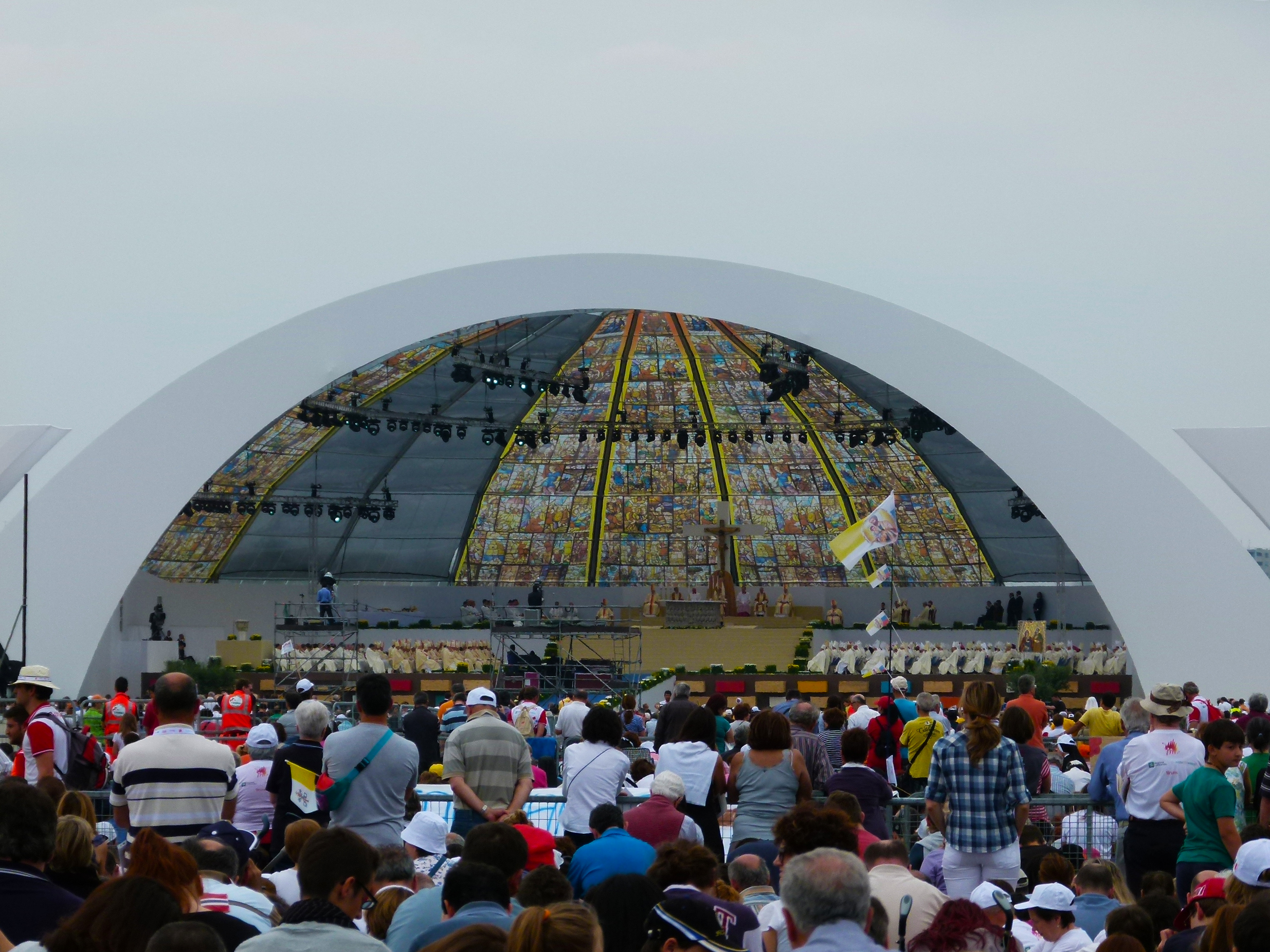
Un momento della Santa Messa celebrata dal papa Benedetto XVI all'aeroporto di Milano-Bresso, in occasione del VII Incontro mondiale delle famiglie nel 2012.

Bresso ha ospitato il Papa Benedetto XVI e un milione di pellegrini il 2 e il 3 giugno 2012 per il VII incontro mondiale delle famiglie.
Nel 2022 il presidente della Repubblica Sergio Mattarella ha concesso il titolo di Città a Bresso.

### Simboli
Lo stemma e il gonfalone del comune di Bresso sono stati concessi con decreto del presidente della Repubblica del 3 settembre 1974.
Stemma
(D.P.R. 03.09.1975)
L'arbusto rappresentato nello stemma è il gelso, pianta che ebbe notevole importanza per lo sviluppo della bachicoltura e della produzione di seta nelle filande.
Gonfalone

## Monumenti e luoghi d'interesse

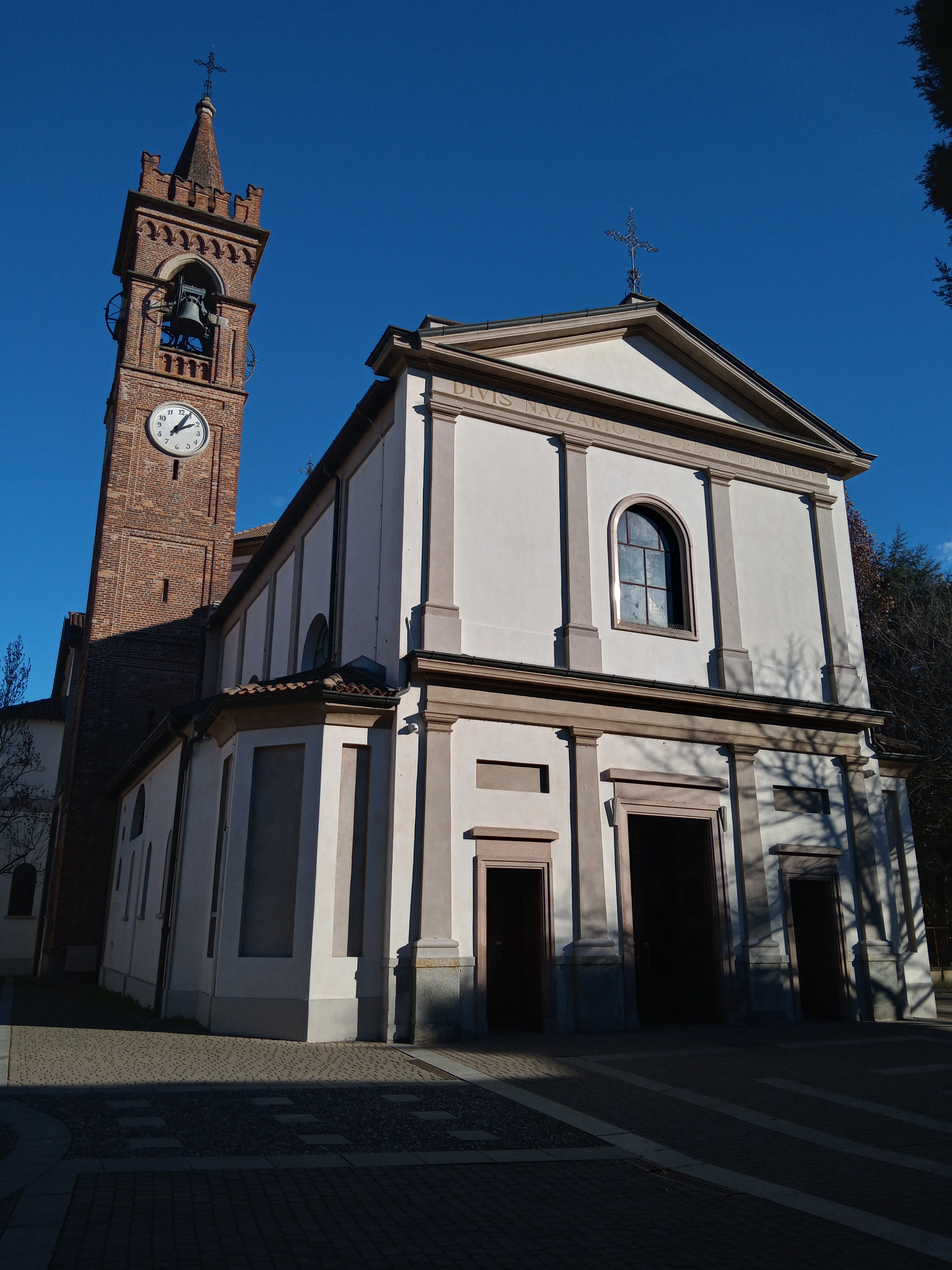
Chiesa dei Santi Nazaro e Celso a Bresso.

### Architetture religiose

#### Le chiese cittadine
- Santuario della Madonna del Pilastrello, sorge all'altezza della quinta pietra miliare della Valassina.
- Chiesa dei Santi Nazaro e Celso, la più antica, risalente al xv secolo. Il sagrato della chiesa, nel corso del 2006 è stato dedicato a Giovanni Paolo II.[21]
- Madonna della Misericordia, iniziano i lavori per la costruzione di questa chiesa nel 1963 ed è sita in via Micca. La chiesa è a forma di arca di Noè
- Chiesa di San Francesco, inaugurata nel 1970 e sita in via Papa Giovanni XXIII.
- Chiesa di San Carlo, inaugurata nel Natale del 1971 e sita in piazza De Gasperi. Chiesa con un'architettura moderna raffigura l'alfa e l'omega (l'inizio e la fine dell'esistenza di ogni singolo individuo): l'alfa è rappresentata dal sostegno ligneo della cupola, mentre l'omega dall'altare maggiore e dalla pianta della chiesa.

#### Il cimitero cittadino
- Il civico Cimitero comunale è sito in via Rimembranze. L'ingresso principale si affaccia sul piazzale del Cimitero, mentre l'ingresso secondario è quello storico che si trova alla fine della pedonale via Rimembranze, quest'ultima parte dalla principale via Vittorio Veneto.

### Ville storiche
- Villa Patellani-Rivolta, residenza estiva della famiglia Patellani: è un tipico esempio di Settecento lombardo, rifacimento di una preesistente costruzione cinquecentesca. Acquistata nel 1939 dall'ingegnere Renzo Rivolta, dal 1942 viene accorpata all'area interessata dall'Iso Rivolta, divenendone sede stessa.
- Villa Conti-Perini, la costruzione risale fra la fine del XVII secolo e il XIX secolo. Attualmente la proprietà è comunale ed è utilizzata per abitazioni e servizi, fra cui hanno sede alcune associazioni attive sul territorio.

### Architetture civili
- Palazzo Luigi Strada, Luigi Strada fa erigere nel 1889 una struttura comunale lungo l'attuale via Giulio Centurelli (all'epoca via Vittorio Emanuele) che ospita gli uffici comunali, la scuola elementare e l'asilo. Nel tempo questo edificio ha cambiato varie volte utilizzo, attualmente è ritornata sede dell'ASL e in parte ospita alcune aule della contigua scuola media statale Rosanna Benzi.
- Municipio, l'attuale casa comunale è stata costruita nel 1931 andando a sostituire la vecchia sede che si trovava in via Giulio Centurelli. È ubicato all'incrocio fra via Roma e via Isimbardi e dal 1939 fino agli anni sessanta ha ospitato l'ufficio postale cittadino. Inizialmente di soli due piani è stato rialzato di un piano, con una ristrutturazione degli anni sessanta, con conseguente creazione di portici. Questi ultimi sono stati eliminati nel corso dei primi anni 2000 per ricavare ulteriore spazio da destinare agli uffici comunali.

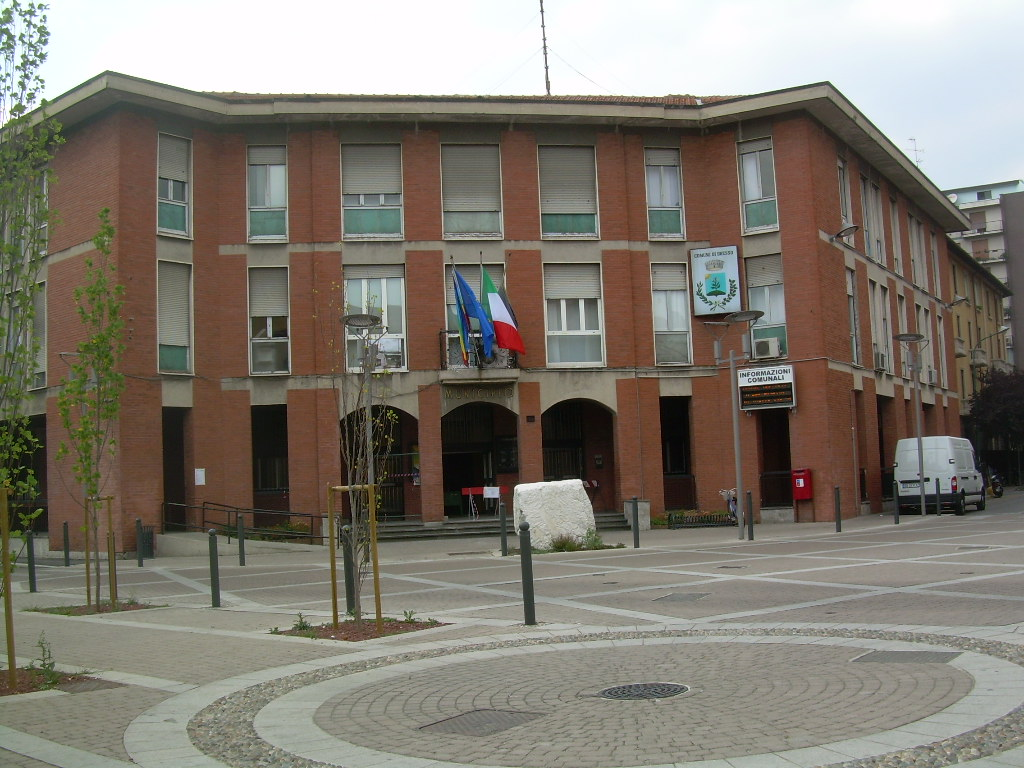
Il Municipio di Bresso.

### Monumenti
- Castela della Beata Vergine, questa statua raffigurante la Madonna della Neve a detta di alcuni anziani, è stata scolpita da artista ignoto a mano in pietra arenaria intorno alla prima metà del XVII secolo. Originariamente la colonna con la castela era posta nel cortile della chiesa dei Santi Nazaro e Celso, successivamente fu spostata sul sagrato e dal 1954, in occasione del centesimo anniversario della proclamazione del Dogma dell'Immacolata concezione, si trova nell'attuale posizione dominando sull'allora nascente Piazza dell'Immacolata.
- Monumento in memoria dei caduti della Grande Guerra, viene innalzato nel 1924 davanti all'allora municipio di Via Vittorio Emanuele (attuale via Centurelli) un monumento in memoria dei caduti della prima guerra mondiale.
- Monumento ai caduti per la Libertà 1943-1945, monumento in memoria dei caduti della seconda guerra mondiale eretto il 25 aprile 1965 nel parco delle Rimembranze davanti al cimitero verso via Vittorio Veneto.
- Monumento agli Alpini, viene eretto nel corso degli anni settanta in via Milano, un monumento che rende omaggio agli Alpini.
- Monumento ai Bersaglieri, sito in via Milano, non molto distante da quello degli Alpini, è stato inaugurato nell'ottobre 2011.[22]
- Il giardino della Memoria e della Resistenza, monumento inaugurato il 25 aprile 2015, nell'anno del 70º anniversario della Liberazione.[23]
- Monumento all'arma dei carabinieri, sito in via Madonnina, inaugurato nella primavera del 2017.[24]
- Monumento in onore dei caduti di Nassiriya e in tutte le operazioni di Pace, inaugurato nel 2023 nel parco delle Rimembranze davanti a via Vittorio Veneto.[25]

### Principali strade e piazze della città
- Piazza dell'Immacolata, slargo posto all'incrocio delle vie Roma, Lurani e Galliano. Prende il nome dalla nuova posizione che ha assunto la castela nel 1954.
- Piazza Martiri della Libertà, piazza di origini recenti, creata fra gli anni settanta e ottanta grazie all'abbattimento delle vecchie corti e cascine della Bresso vecchia che sorgevano nella parte alta di via Alessandro Manzoni. Al suo interno ospita un grande piazzale adibito a parcheggio sul quale si affaccia il retro della villa Conti-Perini.
- Via Vittorio Veneto, la vecchia strada provinciale 9 della Valassina (detta Vecchia Valassina) taglia la città esattamente in due parti. Questa strada di origini romane collega la città di Milano con la località lacuale di Bellagio. Oggi questa strada ha un carattere totalmente urbano, ed è l'asse principale economico-sociale della città, dove si affacciano la maggior parte degli esercizi pubblici cittadini.

### Parchi
- Parco Nord Milano, su progetto dell'architetto Borella è diventato parco regionale nel 1975. Circonda l'abitato di Bresso per tre lati, a sud confinando con Milano, ad ovest confinando con Cormano e ad est confinando con Cinisello Balsamo e Sesto San Giovanni.Veduta area dell'aeroporto di Bresso e di parte del Parco Nord e della città.

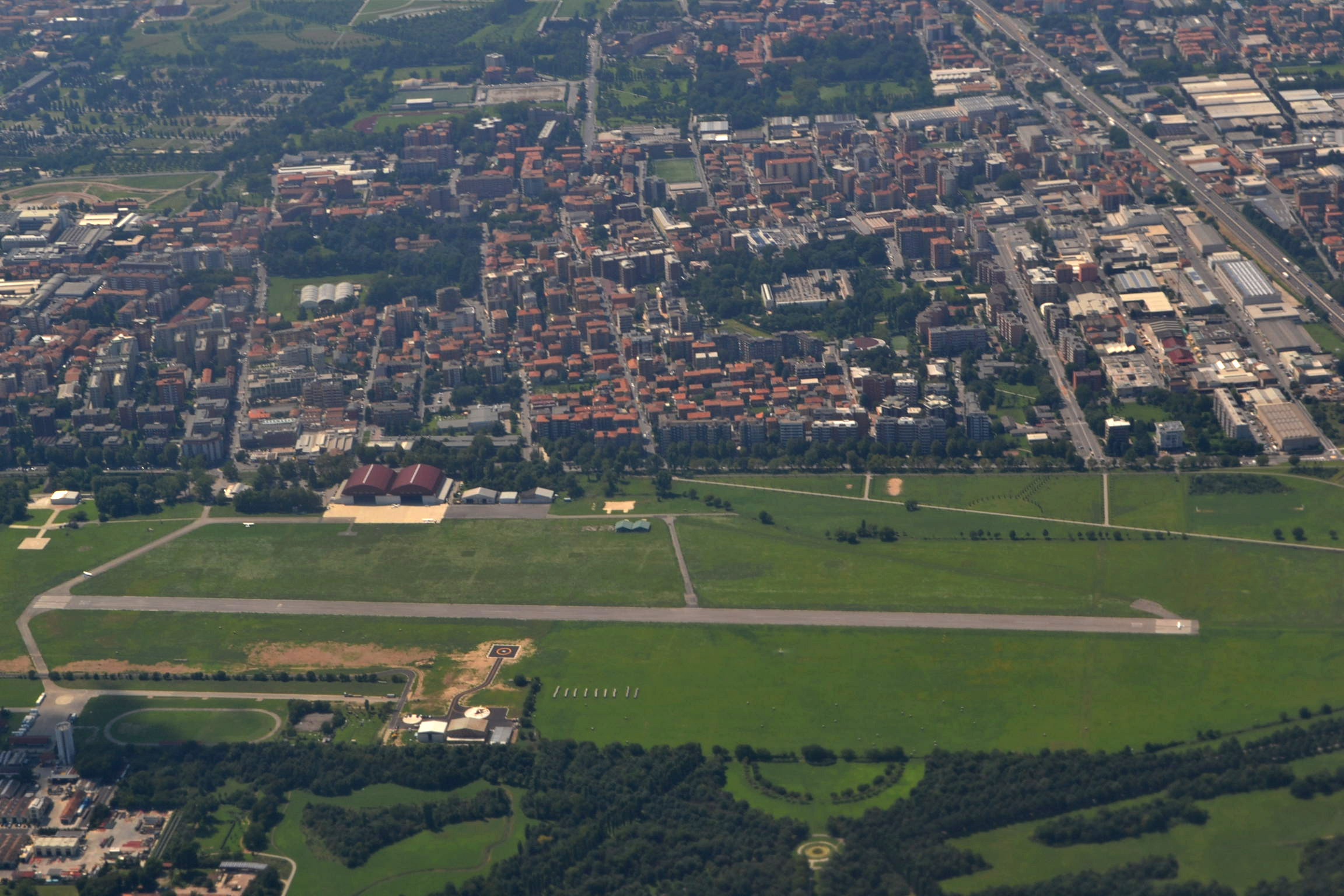
Veduta area dell'aeroporto di Bresso e di parte del Parco Nord e della città.

- Parco Renzo Rivolta, l'attuale parco faceva parte della proprietà privata appartenente alla famiglia Rivolta e circondava la villa e gli stabilimenti della Iso Rivolta. Inaugurato nel 1969, ha avuto un grosso ampliamento nei primi anni del 2000 grazie all'abbattimento della recinzione degli stabilimenti che diverranno museo e un punto di aggregazione per la cittadinanza.
- Parco delle Rimembranze, inaugurato nei primi anni sessanta era solo una striscia di terra fra la principale via Vittorio Veneto e il cimitero. È stato ampliato ulteriormente negli anni settanta con lo sviluppo attorno di nuovi quartieri, ed attualmente circonda il cimitero.
- Parco della Pace, costruito in un'area che per anni era adibita al ricevimento delle giostre. Ha riqualificato la zona circostante, ed ora le giostre sono accolte nell'area antistante che fa parte del Parco Nord Milano.
- Parco dell'Oxygen, "prolungamento" del Parco della Pace, abbraccia la struttura dell'Oxygen con il suo laghetto. Presenti diverse panchine dove riposare. Vi si affaccia la scuola materna di via Campestre.
- Parco 8 ottobre 2001, striscia di verde compresa fra i parcheggi del centro civico, il fiume Seveso e via Papa Giovanni. Dedicata alle vittime dell'incidente aereo avvenuto all'aeroporto di Linate, fra cui si trovava anche una coppia di giovani bressesi.
- Parchetto di via Archimede/via Santa Chiara, piccolo parchetto adibito al gioco dei bimbi, situato tra via Archimede e via Santa Chiara. Parcheggio per automodelli adiacente. Presenza di una casa dell'acqua, un'erogatrice di acqua naturale e gassata per tutti i cittadini bressesi.
- Giardino di via Veneto/via Dante, con area giochi per bambini dotata di altalene e dondoli.
- Giardino di via Don Gnocchi 19.
- Parco di via Don Minzoni 50, con area cani.
- Parco degli scout, in via Don Minzoni 61.
- Parco delle feste, in via Don Luigi Sturzo 14.
- Parco pubblico con area cani, via del Molino, adiacente alla piscina comunale.
- Parchetto via Papa Giovanni XXIII, sulla rientranza della via, verso destra, all'altezza del civico 36, in corrispondenza della fermata dell'autobus 708.
- Parchetto tra via Roma e via Pellico, dotato di alcuni giochi per bambini e panchine.
- Giardinetto della sabbia, tra via Don Sturzo e via Montessori.
- Parchetto tra via Marconi e via Pellico.
- Ginko Biloba, tra via Bologna ed il parco Nord che porta al centro sportivo Grazia Deledda.
- Striscia di verde in via Milano, di fronte al Parco Renzo Rivolta.
- Parco dei Bravi, facente parte del territorio di Cormano, fa comunque sponda sulla strada di fronte al Centro Sportivo Deledda.

## Società

### Evoluzione demografica
- 628 nel 1751
- 793 nel 1771
- 840 nel 1805
- 1 548 dopo annessione di Cormano nel 1809
- annessione a Bruzzano nel 1811
- 1 393 nel 1853
- 1 410 nel 1859
- annessione ad Affori nel 1868
- 2 039 nel 1901

Abitanti censiti

- Nel 1977 Bresso raggiunge il numero di 34 590 abitanti, pari a 10 173 abitanti per km²: all'epoca si trattava della più alta densità abitativa d'Italia.
- Al 31 gennaio 2011 è il comune più densamente popolato della Lombardia con 7 816 abitanti per km².

### Etnie e minoranze straniere
Al 31 dicembre 2023 la popolazione straniera era di 4 005, pari al 15,28% dei residenti.

## Cultura

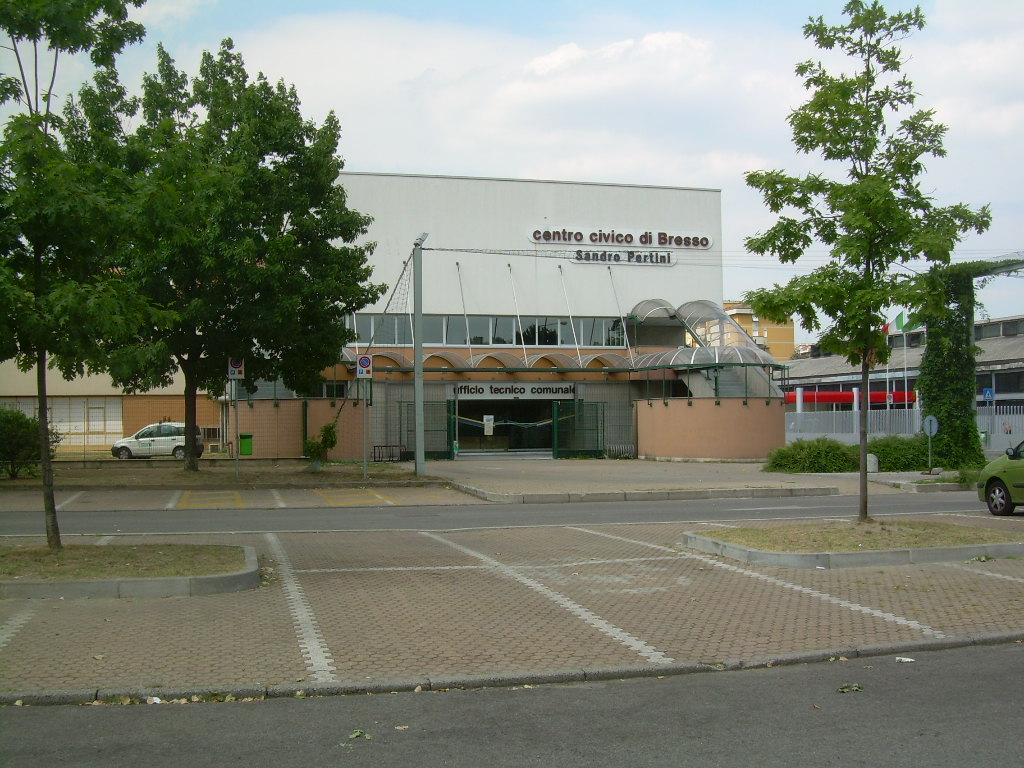
Il Centro Civico di Bresso "Sandro Pertini".

### Biblioteca
La biblioteca comunale è attualmente sita nell'ex asilo infantile Pio XI in via Giulio Centurelli ed è intitolata ad Artemisia Gentileschi. Fa parte del CSBNO che è il sistema bibliotecario provinciale del nord-ovest milanese.

### Scuole e Istruzione
- Ex asilo infantile Pio XI (attuale biblioteca comunale A. Gentileschi)
- Asilo Nido Il Girotondo
- Asilo Nido l'Aquilone
- Scuola dell'infanzia Cino del Duca
- Scuola Primaria Enrico Romani
- Scuola Primaria Alessandro Manzoni
- Scuola Primaria Papa Giovanni XXIII
- Scuola Primaria J.F. Kennedy
- Ex scuola statale secondaria di primo grado Alessandro Manzoni (attuale Scuola Primaria Alessandro Manzoni)
- Scuola Statale Secondaria di primo grado Rosanna Benzi
- Università degli Studi di Milano-Bicocca (sede di Via Lurani)

### Musei
- Museo Zambon
- Bunker della Breda, in alcuni periodi particolari come anniversari sono state aperte al pubblico, tramite visite guidate, le stanze e le gallerie sotterranee scavate negli anni '40 sotto l'aeroporto di Bresso al Parco Nord che fungevano da bunker e rifugi antiaerei durante la seconda guerra mondiale.[13][29]Un particolare dei tunnel dei bunker della Breda situati sotto l'aeroporto di Bresso.

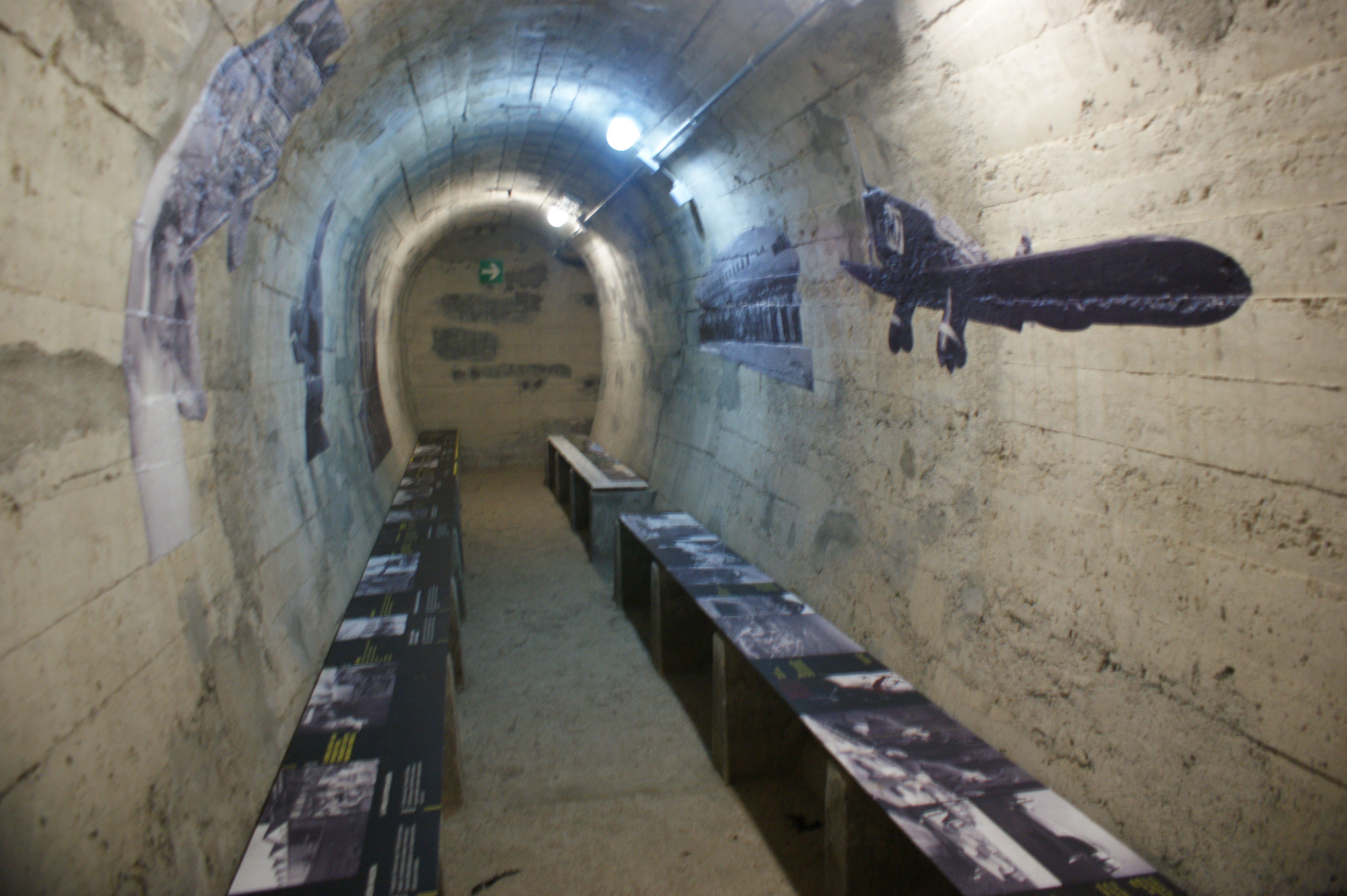
Un particolare dei tunnel dei bunker della Breda situati sotto l'aeroporto di Bresso.

### Teatri e cinema
- Cinema Teatro San Giuseppe, piccolo cinema-teatro di proprietà della parrocchia San Nazaro e Celso in via Isimbardi.
- Cinema Eden, sala cinematografica privata esistente fino alla fine degli anni '80 in via Cavour. Da metà anni '90 è stato riconvertito in locali commerciali dove trovano sede un fiorista, una banca e un supermercato. Nel 2018 rimane solo il fiorista. Nei primi anni del 2020 ha chiuso anche il fiorista lasciando i locali vuoti.

### Radio
Dal 1976 al 1977 in città hanno avuto sede gli studi radiofonici di Radio Bresso Corporation (FM 97,7) poi confluita in Radio Nord Italia.
Dal 1983 al 1988 in città hanno avuto sede gli studi radiofonici di Radio More Music (FM 95,5 e 107,4).

### Musica e concerti
Il 10 settembre 2022 presso l'aeroporto di Bresso si è tenuta l'ultima tappa estiva del Jova Beach Party 2022, tournée del cantante Jovanotti, che ha visto la presenza di oltre 60 mila spettatori giunti da tutta Italia.

## Economia

### Storia
Una delle attività storiche caratteristiche di Bresso è stata la coltivazione di gelsi, per l'allevamento di bachi da seta. L'importanza che questa pratica aveva in questo territorio è testimoniata dalla presenza di una pianta di gelso nello stemma comunale.

### Servizi
L'A.S.F., Azienda Speciale Farmaceutica
È l'azienda che gestisce le farmacie di proprietà comunale nel territorio. Sono presenti ben cinque farmacie.

## Infrastrutture e trasporti

### Strade
Il territorio comunale è lambito a nord dall'autostrada A4 Milano-Venezia, ma non ha alcun svincolo sul territorio comunale. Lo svincolo più vicino è situato nel comune di Cormano raggiungibile tramite la strada provinciale 199 Baranzate-Sesto, dove si trova anche lo svincolo di Cormano-Bresso della strada provinciale 35 dei Giovi (ex Strada statale 35 dei Giovi).

### Tranvie e filovie
Nell'aprile 2023 sono stati avviati i lavori di costruzione della tranvia Milano-Seregno, che prevede complessivamente cinque fermate nel territorio comunale di Bresso.
Lungo la Valassina correva la Milano-Desio, tranvia interurbana sorta nel 1881, elettrificata negli anni 1920, riorganizzata negli anni 1960 e soppressa nel 2011.
Tra il 1960 e il 1976, la città fu inoltre servita dall'unica filovia suburbana milanese, gestita da ATM e in seguito convertita in autolinea.

### Trasporto pubblico locale
I trasporti urbani di Bresso vengono svolti con autoservizi di linea gestiti da ATM.

### Aviazione
Nel territorio comunale sorge l'aeroporto di Milano-Bresso, piccolo aeroporto civile turistico (già della Breda) dal 2016 adibito anche ai piccoli voli commerciali tramite aerotaxi.

### Fibra ottica
Nel 2002, terminati i lavori di cablatura da parte di Metroweb S.p.A., con 27 km di fibre ottiche posate, Bresso è diventata la prima città lombarda interamente cablata.

## Amministrazione
| Periodo           | Periodo           | Primo cittadino     | Partito    | Carica                    | Note |
| ----------------- | ----------------- | ------------------- | ---------- | ------------------------- | ---- |
| 1861              | 1868              | Castriziano Bianchi |            | Sindaco                   |      |
| 1884              | 1893              | Angelo Strada       |            | Sindaco                   |      |
| 1893              | 19 maggio 1909    | Onofrio Bianchi     |            | Sindaco                   |      |
| 19 maggio 1909    | 7 luglio 1914     | Gerolamo Patellani  |            | Sindaco                   |      |
| 7 luglio 1914     | 11 febbraio 1923  | Pietro Comi         | socialista | Sindaco                   |      |
| 11 febbraio 1923  | 21 agosto 1926    | Giovanni Strada     |            | Sindaco                   |      |
| 21 agosto 1926    | 28 ottobre 1928   | Alessandrio Conti   | PNF        | Podestà                   |      |
| 28 ottobre 1928   | 8 luglio 1929     | Ercole Madera       | PNF        | Podestà                   |      |
| 8 luglio 1929     | 15 ottobre 1929   | Eugenio Strada      | PNF        | Podestà                   |      |
| 15 ottobre 1929   | 28 marzo 1930     |                     |            | Commissario prefettizio   |      |
| 28 marzo 1930     | 1936              | Branda Castiglioni  | PNF        | Podestà                   |      |
| 1936              | 6 luglio 1940     | Eduardo Strada      | PNF        | Podestà                   |      |
| 6 luglio 1940     | 28 gennaio 1944   | Enrico Beretta      | PNF        | Podestà                   |      |
| 28 gennaio 1944   | 28 ottobre 1944   | R. D'Addario        |            | Commissario               |      |
| 28 ottobre 1944   | 24 marzo 1945     | G. Pensa            |            | Commissario               |      |
| 10 maggio 1945    | 30 aprile 1946    | Ambrogio Meroni     |            | Sindaco                   |      |
| 30 aprile 1946    | 25 giugno 1951    | Alessandro Magni    | DC         | Sindaco                   |      |
| 25 giugno 1951    | 25 giugno 1956    | Attilio Villa       | DC         | Sindaco                   |      |
| 25 giugno 1956    | 23 novembre 1960  | Fedele Brasca       | DC         | Sindaco                   |      |
| 23 novembre 1960  | 9 marzo 1965      | Carlo Lesma         | DC         | Sindaco                   |      |
| 9 marzo 1965      | 25 novembre 1968  | Ettore Lesma        | DC         | Sindaco                   |      |
| 25 novembre 1968  | 20 ottobre 1972   | Angelo Lesma        | DC         | Sindaco                   |      |
| 20 ottobre 1972   | 14 ottobre 1975   | Mario De Giuli      | DC         | Sindaco                   |      |
| 14 ottobre 1975   | 17 gennaio 1978   | Andrea Errante      | PSI        | Sindaco                   |      |
| 17 gennaio 1978   | 8 marzo 1978      | Flavio Dolcetti     | PCI        | Sindaco                   |      |
| 8 marzo 1978      | 19 settembre 1980 | Primo Soffritti     | DC         | Sindaco                   |      |
| 19 settembre 1980 | 5 marzo 1982      | Eugenio Brambilla   | DC         | Sindaco                   |      |
| 5 marzo 1982      | 16 settembre 1985 | Ezio Crippa         | DC         | Sindaco                   |      |
| 16 settembre 1985 | 19 dicembre 1986  | Teresa Cazzaniga    | DC         | Sindaco                   |      |
| 19 dicembre 1986  | 27 ottobre 1988   | Primiano Scarabino  | PSI        | Sindaco                   |      |
| 27 ottobre 1988   | 5 dicembre 1991   | Primiano Scarabino  | PSI        | Sindaco                   |      |
| 5 dicembre 1991   | 5 maggio 1994     | Alberto Guglielmo   | DC         | Sindaco                   |      |
| 5 maggio 1994     | 14 dicembre 1994  | Francesca Iacontini | -          | Commissario straordinario |      |
| 14 dicembre 1994  | 13 dicembre 1998  | Daniele Gianuzzi    | LN         | Sindaco                   |      |
| 13 dicembre 1998  | 26 maggio 2003    | Giuseppe Manni      | DS         | Sindaco                   |      |
| 26 maggio 2003    | 28 aprile 2008    | Giuseppe Manni      | DS         | Sindaco                   |      |
| 28 aprile 2008    | 10 giugno 2013    | Fortunato Zinni     | PD         | Sindaco                   |      |
| 10 giugno 2013    | 10 giugno 2018    | Ugo Vecchiarelli    | PD         | Sindaco                   |      |
| 10 giugno 2018    | in carica         | Simone Cairo        | civica     | Sindaco                   |      |

## Sport

### Atletica
Esistono due squadre di atletica e sono:
- La Polisportiva Circolo Giovanile Bresso sez. Atletica, i colori sociali sono il verde e il nero.
  - Fondata nel 2010 da Fulvio Torelli e Paolo Pasquarelli, attuale allenatore del settore velocità ed affiliatasi per la prima volta alla FIDAL (Federazione Italiana Di Atletica Leggera) nel 2011.
  - Vanta tra le sue file diversi atleti, tra cui:
    - Alessandro D'Oronzo (18/08/2002), atleta velocista, ex primatista italiano nella staffetta 4x100 mista (2 uomini + 2 donne), primatista italiano categoria Juniores (U20) dei 30 metri, Bronzo Regionale Promesse (U23) in 100 e 200 metri all'aperto nel 2023, 2 partecipazione ai Campionati Italiani di categoria (Juniores (U20), Promesse (U23)) all'aperto, 2 partecipazioni ai Campionati Italiani Indoor di categoria (1 Allievi (U18) con la maglia della Pro Sesto Atletica, 1 Juniores (U20)). Atleta più veloce nella storia di Bresso con 10"72 nei 100 metri e 21"80 nei 200 metri. Primo atleta bressese, tesserato per società bressese, di sempre ad abbattere il muro degli 11 secondi nei 100 metri (2023). Ricopre anche il ruolo di allenatore delle categorie Ragazzi (U14) e Cadetti (U16), certificato dal titolo di tecnico FIDAL.
    - Gianmario Pelanda (22/07/2004), atleta velocista, ex primatista italiano nei 250 metri piani Allievi (U18), Campione Regionale Juniores (U20) dei 60 metri piani indoor nel 2023, Bronzo Regionale Juniores (U20) in 100 e 200 metri all'aperto nel 2023, 3 partecipazioni ai Campionati Italiani di categoria (1 Allievi (U18), 2 Juniores (U20)) all'aperto, 1 partecipazione ai Campionati Italiani Indoor di categoria (Juniores (U20)), secondo atleta bressese, tesserato per società bressese, di sempre ad abbattere il muro degli 11 secondi nei 100 metri (2023).
    - Gabriele Mameli (16/01/1999), atleta mezzofondista, 7º posto ai Campionati Italiani Allievi (U18) outdoor del 2016 nella staffetta 4×400 metri con la maglia dell'Atletica Riccardi, 1 partecipazione ai Campionati Italiani Allievi (U18) all'aperto (2015, Atl. Riccardi) 2 partecipazioni ai Campionati Italiani Allievi indoor nella 4×400 (2015-2016, Atl. Riccardi).
    - Davide Di Stefano (28/02/1997), atleta velocista, 7º posto ai Campionati Italiani Allievi (U18) all'aperto con la staffetta 4×400 (2014, Atl. Riccardi).
    - Francesco Torelli (26/06/2002), atleta velocista ed ora anche allenatore della categoria Ragazzi (Istruttore certificato FIDAL 1 Livello), risulta essere l'atleta più longevo, ancora in attività, tesserato per la società, essendo presente fin dalla sua fondazione.

- Atletica Bresso, i colori sociali sono il blu e il giallo.

### Calcio
Le principali squadre di calcio della città sono: 
- La Polisportiva Circolo Giovanile Bresso, che milita nel girone E Promozione che vanta numerosi atleti nel settore giovanile è nata nel 1946 dalla fusione tra U.S.C.G Bresso, La Castêla e La Speranza. I colori sociali sono: il verde ed il nero.
- Bresso Calcio S.r.l., che milita nel girone M di Prima categoria. È nata nel 2000 dalla fusione delle due squadre storiche della città, il Derby Bresso e l'Audax Bresso. I colori sociali sono: l'azzurro ed il bianco.
- San Carlo Bresso
- Bresso 4
- F.C. Bresso

### Pallavolo
La principale squadra di pallavolo nella città è la Polisportiva Circolo Giovanile Bresso che presenta la prima squadra maschile in Serie B FIPAV e la prima squadra di pallavolo femminile in Serie D FIPAV. Questa società è riconosciuta dalla Federazione Pallavolo come una delle squadre nazionali certificate di Qualità Argento nel settore giovanile.
Vi è inoltre un'altra squadra: la Pallavolo Femminile Bresso (PF Bresso)

### Impianti sportivi

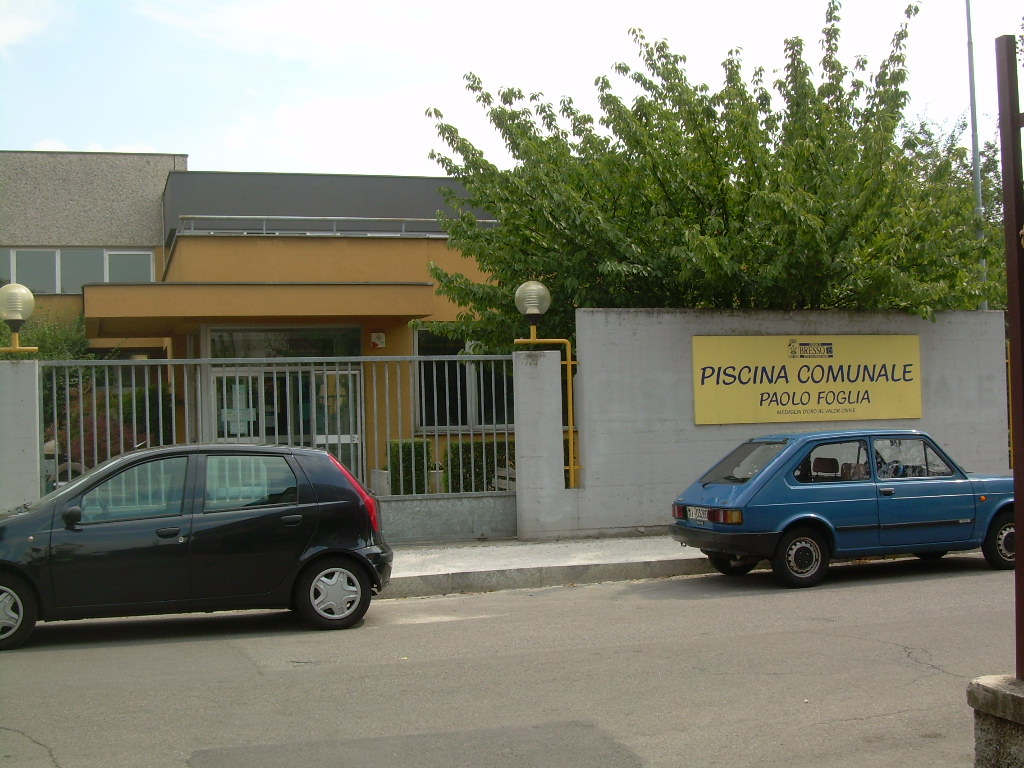
L'esterno della Piscina Comunale di Bresso intitolata a Paolo Foglia

Il comune di Bresso dispone di un centro sportivo e di una piscina comunale.
- Il centro sportivo è situato in via Grazia Deledda nel fazzoletto di terra ad occidente del fiume Seveso, al confine con Cormano e Milano, costruito negli anni settanta è comprensivo di cinque campi da calcio omologati di cui uno in erba sintetica, tre in erba naturale e uno in terra battuta; una pista anulare di atletica; un campo da calcetto scoperto; un campo da tennis scoperto; un campo polivalente tennis/calcetto coperto e pareti per arrampicata.
- La piscina comunale è situata in via Luigi Strada ed è stata inaugurata nel 1991 e ristrutturata completamente ed ampliata nel 2009 ed è dotata di quattro vasche: due piscine da 25 metri per il nuoto libero, i corsi di nuoto e le attività di acquafitness; una piscina didattica per i corsi di nuoto per i bambini in età prescolare e una vasca terapica. L'impianto dal 2003 è dedicato a Paolo Foglia. Nel 2022 la società Gestisport, che gestiva la piscina, dichiara il fallimento a causa delle prolungate chiusure dovute ai lockdown causati dalla Pandemia da Covid-19 e la prima gara d'appalto per riassegnarla è andata deserta.[38][39][40] Nel 2023 viene annunciato che la piscina sarà gestita dall’ex calciatore del Milan Gianluca Zambrotta, il quale con la società Eracle Sport SSD ha vinto la gara di appalto dal primo settembre 2023 al 31 agosto del 2038, che si aggiudica anche il servizio di gestione del centro sportivo municipale di via Deledda.[41]